# Наркомрежа
„Наркомрежа“ (на английски: The Wire) е американски телевизионен сериал на HBO, излъчван в продължение на пет сезона в периода от 2002 до 2008 година. Сериалът представлява детайлно разглеждане на организираната престъпност, конкретно търговията с наркотици, опитите на полицията и държавата да се справи с проблема, хората, имащи ежедневен досег с търговията на дрога, и животът на населението в бедните квартали. Като дестинация за случващото се е използван американският град Балтимор, в който се развиват всичките пет сезона на сериала. Сериалът многократно е определян от критици и фенове като един от най-добрите сериали, създавани някога.
Всеки сезон се концентрира върху различна част от живота в град Балтимор и хората, живеещи и работещи в тази сфера – така например първият сезон е съсредоточен изцяло върху уличната престъпност, вторият върху животa в пристанището на града, третият върху политическия живот, четвъртият върху образователната система и петият върху медиите. Всеки сезон има свои уникални герои, които участват само в него, но сериалът основно разглежда живота на главните си герои, по-голямата част от които са част от полицейския участък в града.
Всеки епизод започва с кавър на песента на Том Уейтс – Way Down in the Hole, но всеки сезон кавърът е изпълнен от различен изпълнител и звучи различно.

## Награди

### Награди Еми
| Година | Категория                               | Номинация                        | Епизод          | Резултат  |
| ------ | --------------------------------------- | -------------------------------- | --------------- | --------- |
| 2005   | Най-добър сценарий на драматичен сериал | Дейвид Саймън и Джордж Пелеканос | "Middle Ground" | Номинация |
| 2008   | Най-добър сценарий на драматичен сериал | Дейвид Саймън и Ед Бърнс         | "-30-"          | Номинация |